# 다운 싸이클링

다운사이클링 기호

다운사이클링(downcycling, cascading)은 원래의 재료보다 낮은 품질과 기능성을 가진 폐기물을 재활용하는 것이다. 2차 금속의 트램프 원소가 축적되기 때문인데, 이는 고품질 적용에서 제외시킬 수도 있다. 예를 들어, 수명이 다한 차량의 강철 고철은 전선으로부터 구리로 오염되고 코팅으로부터 주석으로 오염되는 경우가 많다. 이 오염된 고철은 자동차강재 사양을 충족하지 못하는 2차 강재를 산출해 건설업종에 주로 적용되고 있다.

## 기원과 효과
다운사이클링(downcycling)은 원료를 계속 사용하고, 원재료 소비를 줄이고, 에너지 사용량, 온실가스 배출량, 대기오염, 1차 생산과 자원 추출의 수질오염을 피하는 데 도움을 준다.
고철 자동차에서 건물로 강철을 다운사이클링하거나 다른 금속으로 오염된 차량용 강철 고철을 구리를 최대 0.4%까지 함유할 수 있는 건설용 강철로 다시 녹이는 경우가 많다.
다운사이클링(downcycling)이란 용어는 1994년 Reiner Pilz가 SalvoNEWS에서 Thornton Kay의 인터뷰에서 처음 사용했다.
우리는 임박한 EU 해체 폐기물 흐름 지침에 대해 이야기했다. "재활용, 나는 다운사이클링이라고 부른다. 벽돌을 부수고, 모든 것을 부숴버린다. 우리가 필요한 것은 오래된 제품들이 더 많은 가치를 부여받는 업사이클링이다." 그는 독일 상황을 비관하고, 도로 바로 아래 유사한 블록들이 폐기된 동안 뉘른베르크에서 계약을 위해 영국 공급업자로부터 대량의 재활용 목판 공급을 회상한다. 그것은 수제 벽돌 조각과 오래된 타일 그리고 부순 콘크리트를 섞은 유용한 오래된 물건들의 분간할 수 있는 부분들로, 분홍색으로 보이는 골재였다. 이것이 유럽을 위한 미래인가?
다운사이클링이라는 용어는 William McDonough와 Michael Braungart가 2002년 책 Cradle to Cradle: Remaking the Way We Make Thing.에서도 사용되었다.
우리가 이미 언급한 바와 같이, 대부분의 재활용은 실제로 다운사이클링이다; 시간이 지남에 따라 물질의 질을 떨어진다. 탄산음료와 물병에서 발견되는 플라스틱 이외의 플라스틱이 재활용될 때, 그것들은 다른 플라스틱과 혼합되어 낮은 품질의 혼합물을 만들어 내고, 이것은 공원 벤치나 과속방지턱과 같은 비정형적이고 값싼 것으로 성형된다.알루미늄은 또 다른 가치가 있지만 끊임없이 다운사이클링되는 소재다. 전형적인 콜라 캔은 두 가지 종류의 알루미늄으로 구성되어 있다: 벽은 알루미늄, 약간의 마그네슘이 첨가된 망간 합금과 코팅과 페인트로 구성되어 있고, 더 단단한 윗부분은 알루미늄 마그네슘 합금으로 구성되어 있다. 기존의 재활용에서는 이러한 물질들이 함께 용해되어 더 약하고 덜 유용한 제품이 된다.

## 유사한 작업
다운사이클링은 '오픈 루프 재활용'과 관련이 있지만 다르다. 다운사이클링은 품질 손실을 내포하고 있지만 오픈 루프 재활용은 2차 원료가 원래의 재료와 다른 제품 시스템에서 사용되는 상황을 의미한다. 따라서 업사이클링과 다운사이클링으로 구성된다. 다운사이클링, 오픈 루프 재활용 및 환경 영향과의 관계에 대한 자세한 논의는 Geyer 외, (2015)가 제공한다. 이들은 "제품 디자인과 EOL 관리가 부실하면 재활용 자재가 품질이 떨어져 결국 이들 자재를 사용할 수 있는 용도가 제한될 수 있다"고 말한다. 또한 "폐쇄 루프 재활용은 다중 루프(양분 인수)로 인해 본질적으로 더 많은 주요 물질을 대체하지도 않고 단위 기준(품질 인수)으로 더 높은 환경적 편익을 창출하지도 않는다"고 주장한다. 이들의 주장은 재활용 자재가 사용되거나 사용되지 않는 대상 응용 프로그램의 제품 시스템을 전체적인 일차 재료 수요 및 환경 영향 평가에 포함시킬 필요성에 있다.

## 같이 보기
- 하위 호환성
- 상위 호환성
- 계획적 구식화
- 리퍼포징